# Колкунов, Николай Фёдорович
Николай Фёдорович Колкунов (27 июля 1887, Верхне-Никульское — 2 октября 1941, под Вязьмой) — советский военачальник, полковник (1940). Участник Первой мировой, Гражданской и Великой Отечественной войн. Командующий 162-й стрелковой дивизии.

## Биография
Родился 1887 году в селе Верхне-Никульское Марьинской волости Мологского уезда. Участник Первой мировой войны. Начал службу в Русской императорской армии в 1916 году, окончил учебную команду 3-го пехотного запасного полка в городе Петергофе, получил звание младшего унтер-офицера. Вскоре за дезертирство был переведен в 232-й запасной полк в Тверь и зачислен в команду поднадзорных. В 1917 году был отправлен на Румынский фронт, где воевал в составе 90-го пехотного Онежского полка.
С 1918 года в рядах Красной Армии. Гражданскую войну начал в составе 1-го Ярославского советского полка, принимал участие в подавлении Ярославского восстания. В том же году окончил 1-е Ярославские командные курсы. В декабре 1918 года был направлен в распоряжение штаба 8-й армии в Воронеж. С 1919 года воевал в составе 132-го Саранского полка 1-й Инзенской стрелковой дивизии Южного фронта, получил ранение.
С августа 1920 года был назначен в 272-й стрелковый полк 31-й стрелковой дивизии 9-й армии на должность командира взвода, воевал на Кубани и Северном Кавказе. В 1921 году принимал участие в свержении меньшевистского правительства в Грузии.
После окончания войны продолжил службу в 22-й Краснодарской стрелковой дивизии СКВО. С 1930 по 1933 году проходил обучение в Военной академии РККА им. М. В. Фрунзе. С 1938 по 1939 год обучался в Академии Генштаба РККА. В 1940 году был назначен командиром 162-й стрелковой дивизии, входившей в состав 25-го стрелкового корпуса Харьковского военного округа.
Великую Отечественную войну начал в боях под Киевом. В начале июля 1941 года 162-я стрелковая дивизия была включена в состав 19-й армии и переброшена на витебское направление. После форсирования Западной Двины дивизия вступила в тяжелые бои с частями 3-й немецкой танковой группы, к середине июля дивизия в ходе Смоленского сражения понесла большие потери и после выхода из окружения была сосредоточена северо-восточнее Вязьмы. После выхода из окружения полковник Колкунов был снят с должности комдива и Военным трибуналом Западного фронта, был обвинен в том, что в момент выхода дивизии из окружения противника, вследствие трусости, отдал приказание зарыть в землю имущество связи, приговорен к 5 годам лишения свободы, без поражения в правах, с отсрочкой приговора до окончания военных действий.
Вернулся на передовую, где вместе с дивизией занял оборону около города Белый. В ходе Вяземской оборонительной операции дивизия входила в состав 30-й армии Западного фронта, держала оборону между реками Вотря и Осотня, противостояла 200 танкам противника при поддержке 100 самолетов. В этих боях дивизия потеряла почти весь личный состав, бойцы дивизии пробивались в северо-восточном направлении к Днепру. После форсирования Днепра в 162-й стрелковой дивизии насчитывалось всего до 500 человек.
Николай Фёдорович Колкунов погиб 2 октября 1941 года при форсировании Днепра.

## Награды
- Медаль «XX лет РККА»